# 勞倫斯 (密歇根州)
勞倫斯（英語：Lawrence）是位於美國密歇根州范布倫縣勞倫斯鎮區的一個村。

## 人口
根據2020年美國人口普查的數據，勞倫斯的面積為4.74平方千米，當中陸地面積為3.61平方千米，而水域面積為1.13平方千米。當地共有人口964人，而人口密度為每平方千米203人。